# Cantó d'Estrasburg-6
El cantó d'Estrasburg-6 (alsacià Kanton Stroosburi-6) és una divisió administrativa francesa situat al departament del Baix Rin i a la regió del Gran Est. Comprèn els barris de Cronenbourg, Koenigshoffen i Hautepierre del Wacken.